# Cosmetische tandheelkunde

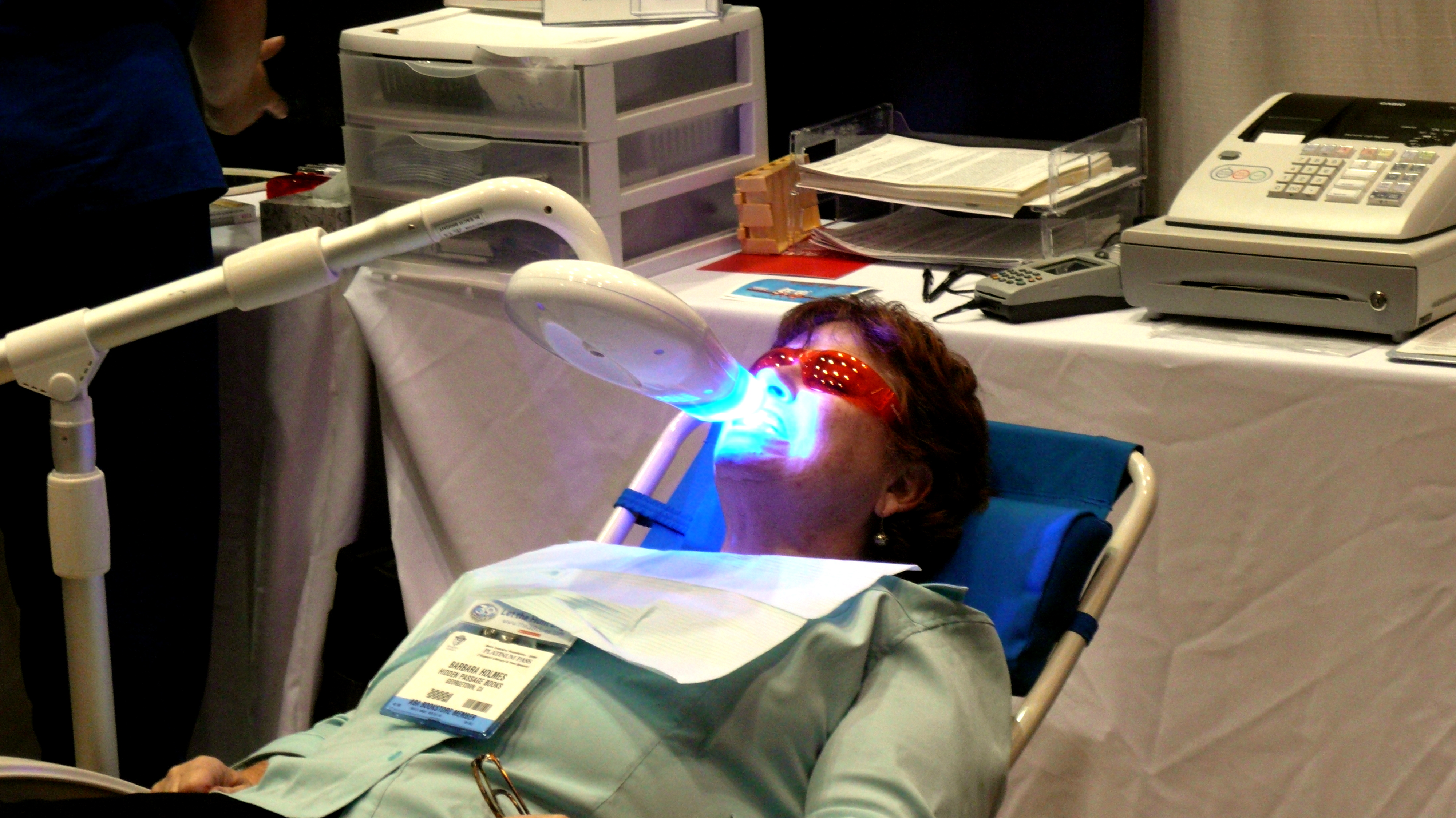
Tanden bleken bij de tandarts

Cosmetische tandheelkunde (of esthetische tandheelkunde) is een vakgebied binnen de tandheelkunde waarin het uiterlijk van het gebit met tandheelkundige hulpmiddelen verfraaid wordt. Gebruik wordt gemaakt van tandkleurige vulmaterialen, kronen en facings waarmee verbeteringen in vorm, stand en kleur van de tanden en kiezen kunnen worden gemaakt. Ook het bleken van verkleurde tanden en kiezen valt onder cosmetische tandheelkunde.

## Behandelingen

### Tandkleurige vulmaterialen
Een van de meest voorkomende behandelingen binnen de cosmetische tandheelkunde is het gebruik van tandkleurige vulmaterialen. Deze vulmaterialen, ook wel composiet genoemd, worden gebruikt om kleine oneffenheden in tanden en kiezen te repareren. Denk hierbij aan het opvullen van gaatjes, het repareren van afgebroken hoekjes of het wegwerken van verkleuringen. Het voordeel van tandkleurige vulmaterialen is dat ze goed hechten aan de tanden en kiezen en dat ze vrijwel onzichtbaar zijn.

### Kronen en facings
Naast tandkleurige vulmaterialen worden er ook vaak kronen en facings gebruikt in de cosmetische tandheelkunde. Een kroon is een kapje dat over een beschadigde of verkleurde tand of kies wordt geplaatst. Hierdoor krijgt de tand of kies weer de juiste vorm en kleur en ziet het gebit er weer mooi uit. Een facing is een dun laagje materiaal dat op de voorkant van de tanden wordt geplaatst. Hierdoor krijgen de tanden een nieuwe vorm, kleur of grootte en wordt het uiterlijk van het gebit verbeterd.

### Tanden bleken
Een andere veelvoorkomende behandeling binnen de cosmetische tandheelkunde is het bleken van tanden en kiezen. Tanden kunnen verkleuren door bijvoorbeeld koffie, thee, rode wijn of roken. Door het bleken van de tanden worden de verkleuringen verwijderd en krijgt het gebit weer een stralend witte kleur. Het bleken van tanden kan op verschillende manieren worden gedaan, bijvoorbeeld met behulp van bleekgel, bleekstrips of door middel van een behandeling in de tandartspraktijk.

### Orthodontie
Soms kan het nodig zijn om eerst een orthodontische behandeling te ondergaan voordat er cosmetische tandheelkunde kan worden toegepast. Een orthodontische behandeling is gericht op het corrigeren van de stand van tanden en kiezen. Dit kan bijvoorbeeld door middel van een beugel of door het plaatsen van een retainer. Na de orthodontische behandeling kan er cosmetische tandheelkunde worden toegepast om het uiterlijk van het gebit verder te verbeteren.

### Implantaten
Als er één of meerdere tanden of kiezen ontbreken, kan dit het uiterlijk van het gebit aanzienlijk beïnvloeden. Om deze ontbrekende tanden of kiezen te vervangen, kan er gebruik worden gemaakt van implantaten. Een implantaat is een kunstmatige tandwortel die in de kaak wordt geplaatst en waarop een kroon, brug of prothese kan worden bevestigd. Op deze manier kan het uiterlijk van het gebit worden verbeterd en kunnen ontbrekende tanden of kiezen worden vervangen.

## Risico's en complicaties
Hoewel cosmetische tandheelkunde over het algemeen veilig is, zijn er wel risico's en complicaties aan verbonden. Zo kan er bijvoorbeeld na het plaatsen van een kroon of facing gevoeligheid optreden of kan er een ontsteking ontstaan. Ook het bleken van tanden kan soms leiden tot gevoelige tanden of irritatie van het tandvlees. Het is daarom belangrijk om altijd naar een ervaren tandarts of specialist te gaan voor cosmetische tandheelkunde en om goed geïnformeerd te zijn over de mogelijke risico's en complicaties.

## Kosten
De kosten van cosmetische tandheelkunde kunnen sterk variëren, afhankelijk van de behandeling die wordt uitgevoerd. Zo zijn tandkleurige vulmaterialen en het bleken van tanden over het algemeen relatief betaalbaar, terwijl kronen, facings en implantaten duurder zijn. De kosten kunnen ook variëren afhankelijk van de locatie van de tandartspraktijk en de ervaring van de tandarts of specialist. Esthetische tandheelkunde wordt niet uit het basispakket vergoed, en vaak ook niet uit een aanvullende zorgverzekering.

## Voor cosmetische tandheelkunde naar het buitenland
Cosmetische tandheelkunde is ook beschikbaar in het buitenland en er is sprake van medisch toerisme op dit gebied. Vooral landen als Turkije zijn populair waar bijvoorbeeld IdealofMeD jaarlijks veel patiënten uit Nederland ontvangt. Het kan aantrekkelijk zijn om naar het buitenland te gaan voor cosmetische tandheelkunde vanwege de vaak lagere kosten, maar het is belangrijk om te beseffen dat er ook risico's aan verbonden zijn. De kwaliteit van de behandelingen en de expertise van de tandartsen kunnen sterk variëren tussen verschillende landen en praktijken. Daarom is het belangrijk om grondig onderzoek te doen voordat besloten wordt om cosmetische tandheelkunde in het buitenland te ondergaan en om goed geïnformeerd te zijn over de mogelijke risico's en complicaties. Bovendien moet men zich bewust zijn van eventuele extra kosten, zoals reis- en verblijfskosten, en dat de nazorg na de behandeling misschien niet in het thuisland beschikbaar is.